# 大眼雙弓齒麗魚
大眼雙弓齒麗魚（学名：Diplotaxodon macrops）為輻鰭魚綱鱸形目隆頭魚亞目慈鯛科的其中一種，分布於非洲馬拉威湖流域，棲息深度76-128公尺，體長可達12.5公分，棲息在沉積物豐富的底層水域，屬雜食性，以甲殼類、昆蟲幼蟲及矽藻等為食，生活習性不明。

## 擴展閱讀
維基物種上的相關：大眼雙弓齒麗魚